# Diocesi di Syracuse
La diocesi di Syracuse (in latino Dioecesis Syracusensis) è una sede della Chiesa cattolica negli Stati Uniti d'America suffraganea dell'arcidiocesi di New York. Nel 2022 contava 203.340 battezzati su 1.198.000 abitanti. È retta dal vescovo Douglas John Lucia.

## Territorio
La diocesi comprende le seguenti contee dello stato di New York, negli Stati Uniti d'America: Broome, Chenango, Cortland, Madison, Oneida, Onondaga, Oswego.
Sede vescovile è la città di Syracuse, dove si trova la cattedrale dell'Immacolata Concezione (Cathedral of the Immaculate Conception). Nella stessa città sorge la basilica minore del Sacro Cuore.
Il territorio si estende su 14.915 km² ed è suddiviso in 115 parrocchie.

## Storia
La diocesi è stata eretta il 26 novembre 1886, ricavandone il territorio dalla diocesi di Albany.

## Cronotassi dei vescovi
Si omettono i periodi di sede vacante non superiori ai 2 anni o non storicamente accertati.
- Patrick Anthony Ludden † (14 dicembre 1886 - 6 agosto 1912 deceduto)
- John Grimes † (6 agosto 1912 succeduto - 26 luglio 1922 deceduto)
- Daniel Joseph Curley † (19 febbraio 1923 - 3 agosto 1932 deceduto)
- John Aloysius Duffy † (21 aprile 1933 - 5 gennaio 1937 nominato vescovo di Buffalo)
- Walter Andrew Foery † (26 maggio 1937 - 4 agosto 1970 ritirato[2])
- David Frederick Cunningham † (4 agosto 1970 succeduto - 9 novembre 1976 ritirato)
- Francis James Harrison † (9 novembre 1976 - 16 giugno 1987 ritirato)
- Joseph Thomas O'Keefe † (16 giugno 1987 - 4 aprile 1995 ritirato)
- James Michael Moynihan † (4 aprile 1995 - 21 aprile 2009 ritirato)
- Robert Joseph Cunningham (21 aprile 2009 - 4 giugno 2019 ritirato)
- Douglas John Lucia, dal 4 giugno 2019

## Statistiche
La diocesi nel 2022 su una popolazione di 1.198.000 persone contava 203.340 battezzati, corrispondenti al 17,0% del totale.
| anno | popolazione | popolazione | popolazione | presbiteri | presbiteri | presbiteri | presbiteri                | diaconi | religiosi | religiosi | parrocchie |
| anno | battezzati  | totale      | %           | numero     | secolari   | regolari   | battezzati per presbitero | diaconi | uomini    | donne     | parrocchie |
| ---- | ----------- | ----------- | ----------- | ---------- | ---------- | ---------- | ------------------------- | ------- | --------- | --------- | ---------- |
| 1950 | 268.445     | 845.488     | 31,8        | 342        | 282        | 60         | 784                       |         | 83        | 943       | 143        |
| 1966 | 394.099     | 1.125.199   | 35,0        | 491        | 403        | 88         | 802                       |         | 146       | 1.056     | 190        |
| 1968 | 398.726     | 1.125.199   | 35,4        | 481        | 370        | 111        | 828                       |         | 169       | 1.005     | 165        |
| 1976 | 423.315     | 1.208.557   | 35,0        | 488        | 374        | 114        | 867                       |         | 172       | 950       | 170        |
| 1980 | 396.000     | 1.250.000   | 31,7        | 515        | 392        | 123        | 768                       | 27      | 179       | 798       | 171        |
| 1990 | 369.938     | 1.203.600   | 30,7        | 410        | 335        | 75         | 902                       | 49      | 107       | 620       | 172        |
| 1999 | 372.665     | 1.223.591   | 30,5        | 344        | 287        | 57         | 1.083                     | 67      | 18        | 497       | 172        |
| 2000 | 372.665     | 1.223.591   | 30,5        | 329        | 272        | 57         | 1.132                     | 67      | 75        | 497       | 172        |
| 2001 | 345.736     | 1.174.887   | 29,4        | 340        | 280        | 60         | 1.016                     | 73      | 76        | 497       | 172        |
| 2002 | 345.736     | 1.174.887   | 29,4        | 336        | 276        | 60         | 1.028                     | 77      | 102       | 497       | 172        |
| 2003 | 345.736     | 1.174.887   | 29,4        | 333        | 265        | 68         | 1.038                     | 77      | 99        | 405       | 172        |
| 2010 | 250.000     | 1.146.346   | 21,8        | 280        | 244        | 36         | 892                       | 85      | 60        | 317       | 155        |
| 2014 | 289.000     | 1.198.000   | 24,1        | 262        | 223        | 39         | 1.103                     | 70      | 57        | 213       | 129        |
| 2017 | 234.724     | 1.198.000   | 19,6        | 232        | 202        | 30         | 1.011                     | 91      | 58        | 226       | 127        |
| 2020 | 217.431     | 1.169.760   | 18,6        | 206        | 180        | 26         | 1.055                     | 96      | 47        | 193       | 119        |
| 2022 | 203.340     | 1.198.000   | 17,0        | 201        | 175        | 26         | 1.011                     | 107     | 45        | 171       | 115        |